# James Black Baillie
Sir James Black Baillie (* 24. Oktober 1872 in Haddington, Schottland; † 9. Juni 1940 in Weybridge, Surrey) war ein britischer Philosoph.
Er war Professor für Logik und Metaphysik an der University of Aberdeen und von 1924 bis 1938 Vice-chancellor der University of Leeds. 1931 wurde er zum Knight Bachelor geschlagen.
Er übersetzte Hegels Phänomenologie des Geistes ins Englische (The Phenomenology of Mind, 1910).
Die Essays in seinem Hauptwerk Studies in human nature (1921) erstrecken sich über verschiedenartige Themen, von „Anthropomorphism and Truth“ bis zu „Laughter and Tears: The Sense of Incongruity“.

## Werke
- The origin and significance of Hegel's logic. Macmillan, London 1901
- An Outline of the Idealistic Construction of Experience. Macmillan, London 1906
- Studies in human nature. London : G. Bell, 1921
- Reflections on Life and Religion. Edited by Sir Walter Moberly and Oliver de Selincourt. Goerge Allen & Unwin ltd., London 1952.